# Acapulcoïte
Les acapulcoïtes sont un groupe de météorites de type achondrite, mais de composition subchondritique. Les acapulcoïtes gardent des traces de textures chondritiques, notamment des fantômes de chondres. Leur nom fait référence à la première acapulcoïte connue, la météorite d'Acapulco.

## Texture
Les acapulcoïtes ont des textures achondritiques et équigranulaires. Les phases silicatées sont recoupées par des veines de métal Fe-Ni et de sulfure (Fe,Ni)S, d'épaisseur micrométrique à centimétrique. Les phosphates sont associés aux veines de métal et sulfure, voire forment des veines distinctes (dans Monument Draw et Acapulco).
Les acapulcoïtes gardent des traces de textures chondritiques, notamment des fantômes de chondres. Momument Draw et Yamato 74063 conservent de rares chondres reliques.
La texture du métal indique un refroidissement rapide dans l'intervalle 600–400 °C, de l'ordre de 103–105 °C/Ma.

## Composition minéralogique, chimique et isotopique
Les minéraux des acapulcoïtes sont essentiellement les mêmes que ceux des chondrites :  olivine, orthopyroxène, plagioclase, fer météorique, troïlite et quelques phosphates. Les silicates sont mafiques, avec des compositions intermédiaires entre celles des chondrites de types E et H. Les quantités de gaz rares piégés sont comparables à celles des chondrites ordinaires de types 3–4.
La composition isotopique de l'oxygène des acapulcoites est nettement différente de celles des inclusions de silicate dans les fers IAB et IIICD, les winonaïtes et les uréilites, ce qui témoigne d'un corps parent différent. Elle est légèrement hétérogène au sein du groupe mais chevauche celle des lodranites, indice probable d'un corps parent commun.

## Origine
Les acapulcoïtes résultent d'un processus de fusion incomplète, qui n'a pas été jusqu'à atteindre un équilibre chimique et minéralogique. Elles font ainsi partie des achondrites primitives. Les acapulcoïtes sont proches des lodranites, elles-aussi caractérisées par une composition presque chondritique et des rapports isotopiques inhabituels. Les acapulcoïtes ont une texture plus fine et une composition légèrement moins différenciée que les lodranites, mais l'ensemble paraît former une famille continue, plausiblement issue d'un même corps parent.
L'échauffement du corps parent, de composition chondritique mais de composition isotopique différente de celles des chondrites connues, n'est pas dû à des collisions mais à des causes internes (par exemple la décroissance radioactive de l'aluminium 26). Les températures atteintes sont de l'ordre de 950 à 1 000 °C, suffisantes pour faire fondre le cotectique métal-sulfure mais insuffisantes pour faire fondre les silicates. La texture de ces derniers résulte d'une recristallisation à l'état solide.
L'histoire thermique ultérieure du corps parent, dont témoignent la texture du métal et les déséquilibres chimiques entre minéraux (notamment en termes de concentrations des terres rares) est relativement complexe. Elle comprend au moins trois étapes : refroidissement lent à haute température, refroidissement rapide à des températures intermédiaires, et refroidissement lent à basse température.
D'après la datation d'Acapulco, l'âge de formation probable des acapulcoïtes est de 4,557 Ga. Les datations 39Ar-40Ar indiquent pour le refroidissement du corps parent un âge d'environ 4,51 Ga.
Les âges d'exposition des quatre acapulcoïtes pour lesquelles on a mesuré les gaz rares cosmogéniques témoignent d'un événement d'impact vers 7 Ma et peut-être d'un autre vers 5 Ma.

## Liste
Fin 2019, 78 acapulcoïtes sont répertoriées officiellement. Acapulco reste la seule dont on ait observé la chute. La plus massive est Northwest Africa 2656 (7,5 kg).
Dans la liste ci-dessous, « A- » est l'abréviation officielle d'Asuka, « ALH » d'Allan Hills, « Dho » de Dhofar, « EET » d'Elephant Moraine, « EM » d'El Médano, « FRO » de Frontier Mountain, « GRA » de Graves Nunataks, « GRV » de Grove Mountains, « GSS » de Great Sand Sea, « LAP » de LaPaz Icefield, « MET » de Meteorite Hills, « MIL » de Miller Range, « NWA » de Northwest Africa, « PCA » de Pecora Escarpment, « RBT » de Roberts Massif, « SuV » de Superior Valley, « TIL » de Thiel Mountains et « Y- » de Yamato.
- A-12088
- A-881902
- Acapulco
- ALH 84190
- ALH A77081
- ALH A78230
- ALH A81187
- ALH A81261
- ALH A81315
- Aydar
- Dho 1222
- Dho 125
- Dho 290
- Dho 312
- EET 14074
- EET 16212
- EM 096
- FRO 95029
- GRA 98028
- GRV 021663
- GSS 032
- LAP 031323
- MET 01195
- MET 01198
- MET 01212
- MET 01232
- MET 01244
- MIL 07582
- Monument Draw
- NWA 090
- NWA 10074
- NWA 10210
- NWA 1052
- NWA 1054
- NWA 10895
- NWA 11048
- NWA 12199
- NWA 12371
- NWA 12480
- NWA 12526
- NWA 12527
- NWA 12677
- NWA 12892
- NWA 1617
- NWA 2627
- NWA 2656
- NWA 2699
- NWA 2714
- NWA 2775
- NWA 2866
- NWA 2871
- NWA 3008
- NWA 3305
- NWA 4236
- NWA 4399
- NWA 4816
- NWA 6557
- NWA 725
- NWA 7321
- NWA 7384
- NWA 7601
- NWA 8287
- NWA 8652
- NWA 8685
- NWA 8706
- PCA 01026
- RBT 04228
- SuV 014
- TIL 07012
- TIL 99002
- Y-002403
- Y-74063
- Y-980764
- Y-981505
- Y-982003
- Y-982004
- Y-983237
- Yabrin 003